# 2018年11月香港立法會九龍西地方選區補選
2018年11月香港立法會九龍西地方選區補選指香港特別行政區於2018年11月25日舉行的立法會議席補選。補選旨在填補高等法院裁定自2016年10月12日起（實際上為2017年7月14日）喪失立法會議員就任資格的工黨成員劉小麗在九龍西選區的民選議席空缺，有關議席實際上已懸空長達十六個月。
九龍西共有兩位議員被褫奪資格，分別是游蕙禎和劉小麗。游蕙禎的席位早前已由鄭泳舜補上。由於劉小麗放棄上訴，故先行舉行補選。同被褫奪資格的新界東議員梁國雄正在高等法院等候上訴，故是次補選並不包括他的空缺。
陳凱欣和劉小麗分別代表建制派和泛民主派參選。然而，劉小麗因其香港自決立場被裁定提名無效，由工黨李卓人補上。同屬泛民主派的馮檢基不滿內部「欽點」李卓人為候補人選，因此參加補選，與李卓人抗衡。同時，伍廸希和曾麗文亦以獨立名義參選。最終，陳凱欣以106,457票當選，李卓人則以93,047票落選。
此補選是香港立法機關補選相隔最短的一次（僅約8個月），也是首度同一年舉行兩次立法機關補選。
惟由於選舉主任不妥當地剝奪部分參選人的被選舉權，故法庭宣告此場選舉結果無效。

## 背景

### 劉小麗被取消資格
2016年10月12日，第六屆香港立法會舉行宣誓儀式。香港政府其後分別就梁頌恆、游蕙禎（10月19日入稟）及梁國雄、劉小麗、羅冠聰、姚松炎（11月30日入稟）六人的宣誓入稟，要求法庭頒令各人宣誓無效並撤銷其議員資格。高等法院先後於2016年11月15日及2017年7月14日裁決六人宣誓無效，且自宣誓當日起喪失議員資格。
民主派因失去5個地區直選議席，導致民主派失去立法會長達20年的分組點票否決權。建制派乘機修改《議事規則》，議案最終在12月通過。修訂主要防止泛民主派「拉布」，內容包括降低全體委員會會議的法定人數、賦予主席權限退回無意義的修正案，以及容許主席在任何時間恢復會議。

### 民主派未能取回分組點票否決權
2018年3月，香港立法會進行補選，填補三個地方議席及一個功能界別議席的空缺。雖然四個議席原本由民主派擁有，民主派卻無法全取四席，只能取回其中的兩席。其中在九龍西選區，民主派更首次在地區直選補選中落敗。民主派候選人、前立法會議員姚松炎以二千多票之差意外落選，議席由民建聯的深水埗區議員鄭泳舜獲得。同時，建制派與民主派的傳統得票比例亦被打破。在以往的單議席補選中，民主派候選人都會勝出，與建制派的得票比例約為六成對四成。在三月的補選中，兩個派別的得票差距逐漸收窄，甚至接近五五比，被認為是香港選舉的轉捩點。
在3月補選後，劉小麗決定撤回上訴，因此相關議席的司法程序則已完成，需要進行補選。而梁國雄因堅持繼續排期上訴，因此補選會分開舉行。但亦有指此為民主派的選舉策略，以免分散選舉資源，希望集中一區以集結力量。

### 政府安排
九龍西共有兩位議員被褫奪資格，分別是游蕙禎和劉小麗。游蕙禎的席位早前已由鄭泳舜補上。由於劉小麗放棄上訴，故先行舉行補選。梁國雄正在香港高等法院等候上訴，預計排期在2018年11月審訊，故是次補選並不包括他在新界東選區的空缺。
2018年9月初，政府公佈提名期將由10月2日開始，直至10月15日，為時兩個星期。九龍城民政專員郭偉勳獲任命為選舉主任。選舉主任在近年經常取消參選者的資格，惹來社會爭議。有見及此，政府在補選前委任資深大律師鮑進龍組成提名顧問委員會，應選舉主任的申請提供意見。

## 競選部署

### 建制派
早於2018年年中，立場親建制派的前食衛局局長高永文已被游說參加補選。高永文起初指未有參選決定；直至8月3日，他在公開活動中表示自己不會參選。同一時間，前食衛局政治助理陳凱欣被盛傳將會參選。她於8月被傳統建制派組織九龍社團聯會委任為「健康大使」，隨即進行一連串的宣傳及活動。由於時機十分接近補選，陳凱欣被質疑「偷步宣傳」，為參選作足準備。9月12日，陳凱欣宣布辭去「健康大使」一職，並旋即接受多家傳媒的專訪，指自己「尚未決定參選」。最終在香港中聯辦的介入和協調下，建制派政黨不推舉候選人，改為支持陳凱欣參選。

### 民主派

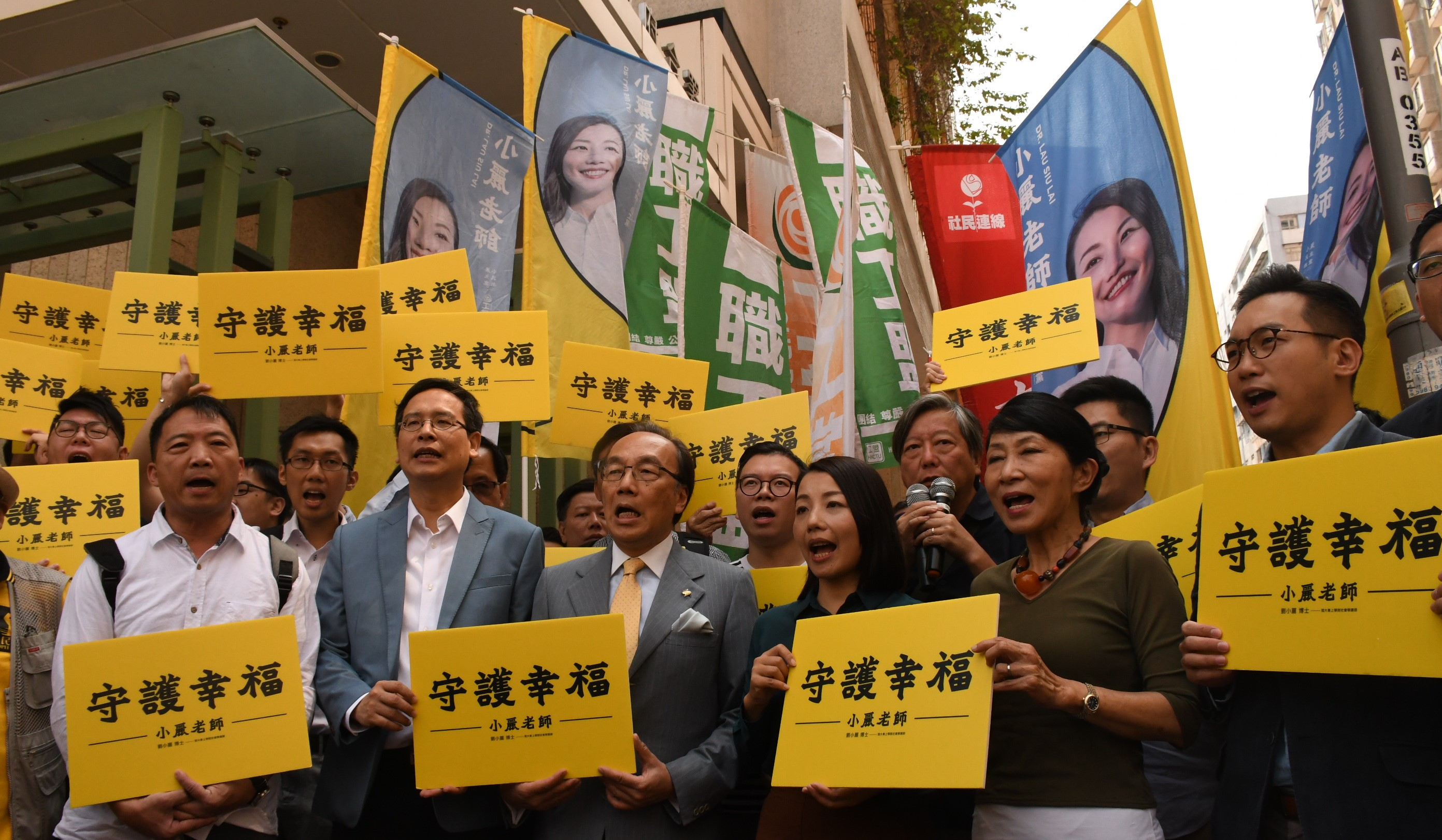
民主派多個政黨及政團支持劉小麗參選立法會九龍西補選

2018年5月，劉小麗透露民主派的主流聲音，是應由被取消議席的人士優先參選，即「周庭模式」（香港島選區的羅冠聰2017年並取消議員資格後，之後民主派同意由同屬香港眾志的周庭代表民主派參選，但因眾志的民主自決主張並取消資格，其後由區諾軒代表民主派參選）。
劉小麗推薦政治理念相近的前立法會議員、工黨的李卓人作為「Plan B」（替補人選），以防參選者被選舉主任取消資格。6月28日，劉小麗加入李卓人所屬的工黨，但強調加入工黨的決定與補選無關。7月18日，多個民主派政黨開會討論人選，一致支持劉小麗是民主派第一優先人選；亦確認李卓人為替代人選。
另一方面，同屬民主派的馮檢基公開批評民主派這次補選不舉行初選，並「欽點」李卓人為民主派的Plan B參選人。他在3月舉行的補選中，在民主派補選的初選中敗給姚松炎，其後支持姚松炎參選（姚松炎最終落選）。他質疑民主派不經過初選就「推舉」李卓人為後備人選，是不公平的行為，並且也忽視了民主派在3月首次確立的初選機制。他在5月起已表示考慮參選，直至10月1日（即提名期開始前一天）正式宣布參選。在參選當日，馮檢基強調假如劉小麗的參選資格獲確認，他會立即退選。
由於馮檢基和劉小麗都是民主派，馮檢基堅持出選被認為會分薄民主派的票源，加上其擁有民主派在九龍西的公屋鐵票支持，引來不少批評。馮檢基甚至被民主派的媒體如蘋果日報、立場新聞、香港花生等猛烈攻擊，並前往廉政公署舉報鄭宇碩等人，批評其抹黑他為同性戀的指控。於選前不足一星期，馮檢基於Facebook直播，並前往廉政公署控告蘋果日報失實。

## 參選人
2018年11月香港立法會九龍西地方選區補選，提名期為2018年10月2日至10月16日，共收到6份提名表格，當中有5人獲有效正式候選人。

### 正式候選人
| 編號 | 候選人 | 政黨 | 政黨        | 職業                         | 其他身份背景                                 | 正式宣佈參選日期 | 遞交提名表格日期 | 備註                                                                    |
| ---- | ------ | ---- | ----------- | ---------------------------- | -------------------------------------------- | ---------------- | ---------------- | ----------------------------------------------------------------------- |
| 1    | 伍廸希 |      | 獨立        | 資訊科技                     | -                                            | 2018年10月14日   | 2018年10月15日   | 前保衛香港運動發言人，曾經參選2018年3月香港立法會補選香港島選區但落敗。 |
| 2    | 曾麗文 |      | 獨立        | 主婦（全職反地產霸權），社運 | 美孚苦主聯盟成員                             | 2018年10月15日   | 2018年10月15日   | 前社民連及人民力量成員。                                                |
| 3    | 李卓人 |      | 工黨/職工盟 | 工會幹事                     | 工黨副主席（外務），職工盟秘書長，支聯會秘書 | 2018年10月11日   | 2018年10月12日   | 前立法會議員。獲民主派支持。                                            |
| 4    | 馮檢基 |      | 獨立        | 無申報                       | -                                            | 2018年10月1日    | 2018年10月2日    | 前民協成員，前立法會議員及深水埗區議員。                                |
| 5    | 陳凱欣 |      | 獨立        | 前社企行政總裁               | -                                            | 2018年10月2日    | 2018年10月4日    | 前食物及衞生局政治助理。獲建制派支持。                                  |

### 曾表態參選
以下列出曾表態參選的人士。
| 政黨 | 政黨              | 參選人 | 備註 |
| ---- | ----------------- | ------ | --- |
|      | 正義行動/本土公民 | 陳國強 | 沙田區議會錦濤選區區議員。曾經參選2018年3月香港立法會補選新界東選區，當時被選舉主任裁定提名無效。 於提名期結束前一小時曾經前往報名，但因沒有提交選舉按金而不能參選。 |
|      | 獨立              | 林克霖 | 暱稱為「龍心」，知名網絡人物。自稱僅取得6人提名。 |

## 劉小麗被取消參選資格
| 政黨 | 政黨 | 參選人 | 原因 |
| ---- | ---- | ------ | --- |
|      | 工黨 | 劉小麗 | 選舉主任認為她的政治立場從一而終地容許香港人自主命運，而香港獨立屬於選項之一， 以及完全拒絕接受中央人民政府對香港特別行政區的管治權。 |

### 選舉主任的決定
10月12日，距離補選提名期截止尚餘三天。由於劉小麗仍未獲確認參選資格，李卓人在早上報名參選，以防選舉主任在最後一天才取消她的參選資格。當日上午，《星島日報》引述政府消息，指出她將於下午被通知「提名無效」。晚上七時，工黨接獲選舉主任郭偉勳的通知，裁定劉小麗的提名無效。
選舉主任同時發出書面理據，認為劉小麗不接受中華人民共和國擁有香港的主權，亦曾明顯地表明香港獨立可以作為選項。選舉主任參考她在2016年參選時發出的聲明、她在宣誓無效後在Facebook的表述，以及她近日的言行，認為她沒有改變政治立場。
在選舉主任決定參選資格期間，律政司曾向其提供意見。

### 回應

#### 香港政府
香港政府在傳媒接獲通知後數分鐘後發出聲明，指政府一直尊重及維護香港居民選舉權，但同時有責任執行和維護《基本法》。「民主自決」或「香港獨立」不符合香港的憲制地位，提倡者不可能擁護《基本法》，因此不可能履行立法會議員的職責。

#### 建制派
劉小麗被取消參選資格當晚，民建聯主席李慧琼指自己尊重及支持選舉主任的決定，認為取消資格的決定是無可爭議。立法會議員工聯會黃國健見記者時表示，劉小麗在2016年當選後，以超慢速宣誓被取消資格是「咎由自取」，形容她「被勝利沖昏頭腦」。

#### 民主派
當晚，劉小麗、李卓人及多名泛民立法會議員會見記者。劉小麗批評政府做法是「不合情、不合理，粗暴踐踏香港的民意和市民基本參選權」，會全力支持李卓人的選舉工程。民主派24名立法會議員發表聯合聲明，強烈譴責政府無理褫奪港人參選資格，以政治手段打壓異見聲音。
民間人權陣線隨即透過網路發起「抗議政治篩選，還我選舉權利」全球聯署，一天內有1.5萬人參與聯署。
10月13日晚上，工黨及小麗民主教室在政府總部舉行集會，抗議政府取消劉小麗的參選資格，約有一百人出席。此外，居英港人組織Democracy for Hong Kong在英国特拉法加廣場集會，聲援劉小麗。
另一方面，工黨的李卓人則早已在劉小麗被取消參選資格前報名參選，「以防選舉主任在報名期最後一刻才宣布取消劉小麗的資格而使泛民主派失去機會」。獲知劉小麗被取消資格後，李卓人隨即成為替補人選（Plan B）取代劉小麗作為泛民主派唯一候選人。

### 對於劉小麗沒有申辯機會的批評
基於公平起見，選舉主任一般需要提供合理機會予參選人，讓他回應由選舉主任指出，與參選人須履行的責任相違背的證據。這點是毋庸置疑的。選舉主任應該先考慮這些回應，然後再決定是否有切實、清晰及令人信服的證據，能夠證明參選人完全無意履行相關的責任。——區慶祥法官，陳浩天案判詞
劉小麗在被取消資格當晚，透露選舉主任未予她申辯機會就作出裁定，並對此表示不滿。其後，資深大律師戴啟思和梁家傑等法律界人士均接受訪問，批評此舉違反程序公義。
政制及內地事務局局長聶德權在立法會回應，指選舉主任若有需要可向參選人提問，但強調此舉並非必須。

## 選舉論壇
所有論壇除了經大氣電波於電視或電台廣播外，亦會於所屬媒體的官方網站直播及提供重溫。本地亦有不少團體舉行選舉論壇。排序依該機構首場論壇播出時間分先後。
| 日期     | 時間                 | 主辦機構                                          | 節目／場地                                        | 主持                    | 缺席                | 備註                                              |
| -------- | -------------------- | ------------------------------------------------- | ------------------------------------------------- | ----------------------- | ------------------- | ------------------------------------------------- |
| 10月23日 | 08:00-10:00          | 商業電台                                          | 雷霆881 《在晴朗的一天出發》節目內                | 陳志雲 郭志仁 陳聰      |                     |                                                   |
| 11月2日  | 08:00-09:30          | 香港電台公共事務組                                | 港台電視31、31A 香港電台第一台 《千禧年代》節目內 | 葉冠霖                  |                     | 網上重溫 （页面存档备份，存于）                   |
| 11月7日  | 13:30-14:45          | 香港大學學生會社會科學學會 香港大學學生會法律學會 | 香港大學學生會辦事處對出空地                      |                         | 5號陳凱欣           | 香港大學學生會校園電視直播 （页面存档备份，存于） |
| 11月10日 | 19:30-21:45          | 關注基層住屋聯席                                  | 土瓜灣鴻福街空地                                  |                         | 5號陳凱欣           | 關注基層住屋聯席直播 （页面存档备份，存于）       |
| 11月11日 | 21:00-22:00          | 香港有線新聞                                      | 有線財經資訊台                                    | 張曉雯 林妙茵           |                     | 網上重溫                                          |
| 11月16日 | 15:00-16:30          | 監察公營街市發展聯盟 天姿作圍 撐‧基層墟市聯盟     | 旺角豉油街及西洋菜南街交界 （商務印書館對面空地） | 葉寶琳 何智聰           | 5號陳凱欣           | 撐‧基層墟市聯盟直播 （页面存档备份，存于）        |
| 11月16日 | 22:35-23:25          | 蘋果日報                                          | 蘋果動新聞                                        | 陳嘉裕                  | 5號陳凱欣           | [ 註 1 ]                                          |
| 11月17日 | 16:07                | 香港01                                            | 香港01網站                                        | 鄭榕笛 陳小瑜           | 2號曾麗文 5號陳凱欣 | 網上重溫 （页面存档备份，存于）                   |
| 11月17日 | 21:00-22:30          | 無綫新聞                                          | 無綫財經·資訊台                                   | 陳嘉欣                  |                     | [ 註 2 ]                                          |
| 11月18日 | 15:00-16:30          | 爭取全民退休保障聯 席及深水埗社區協會             | 九龍石硤尾大坑東邨東成樓地下                      |                         | 2號曾麗文 5號陳凱欣 | 一（页面存档备份，存于） 二（页面存档备份，存于） |
| 11月18日 | 19:05-20:30          | 香港電台電視部                                    | 港台電視31、31A                                   | 麥嘉緯                  |                     | 網上重溫 （页面存档备份，存于）                   |
| 11月20日 | 08:30-09:30          | 香港電台電台部                                    | 香港電台第三台 《Backchat》節目內                 | Hugh Chiverton Ada Wong | 5號陳凱欣           | 以英語進行 網上重溫 （页面存档备份，存于）        |
| 11月20日 | 19:00-20:30 （直播） | Now新聞                                           | now新聞台 now直播台 ViuTV                         | 吳志賡 戴祖而           |                     | 在now新聞台及直播台首播， 並於ViuTV重播           |

## 投票及點票安排

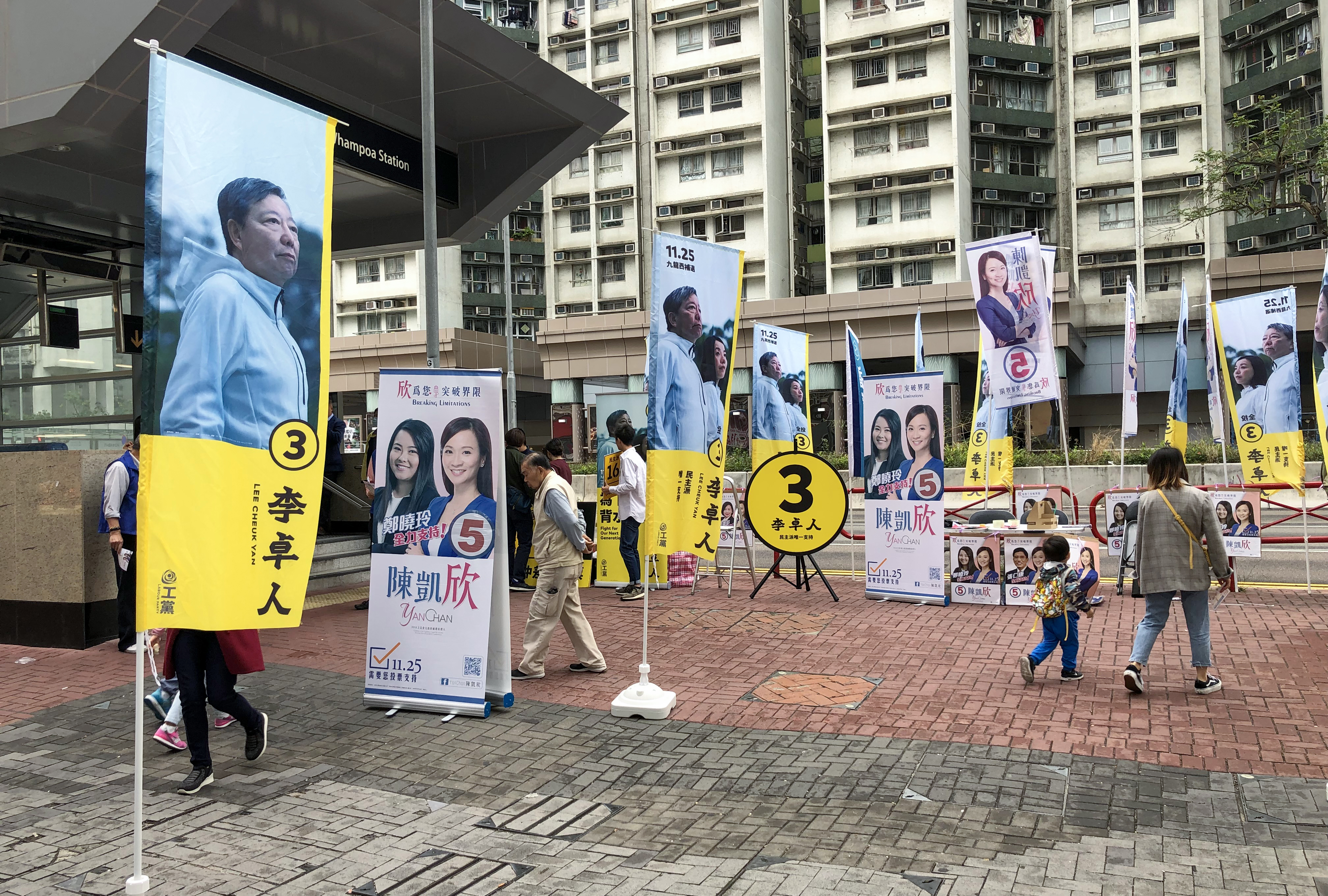
2018年香港立法會九龍西地方選區補選當天，在黃埔花園外的街站宣傳

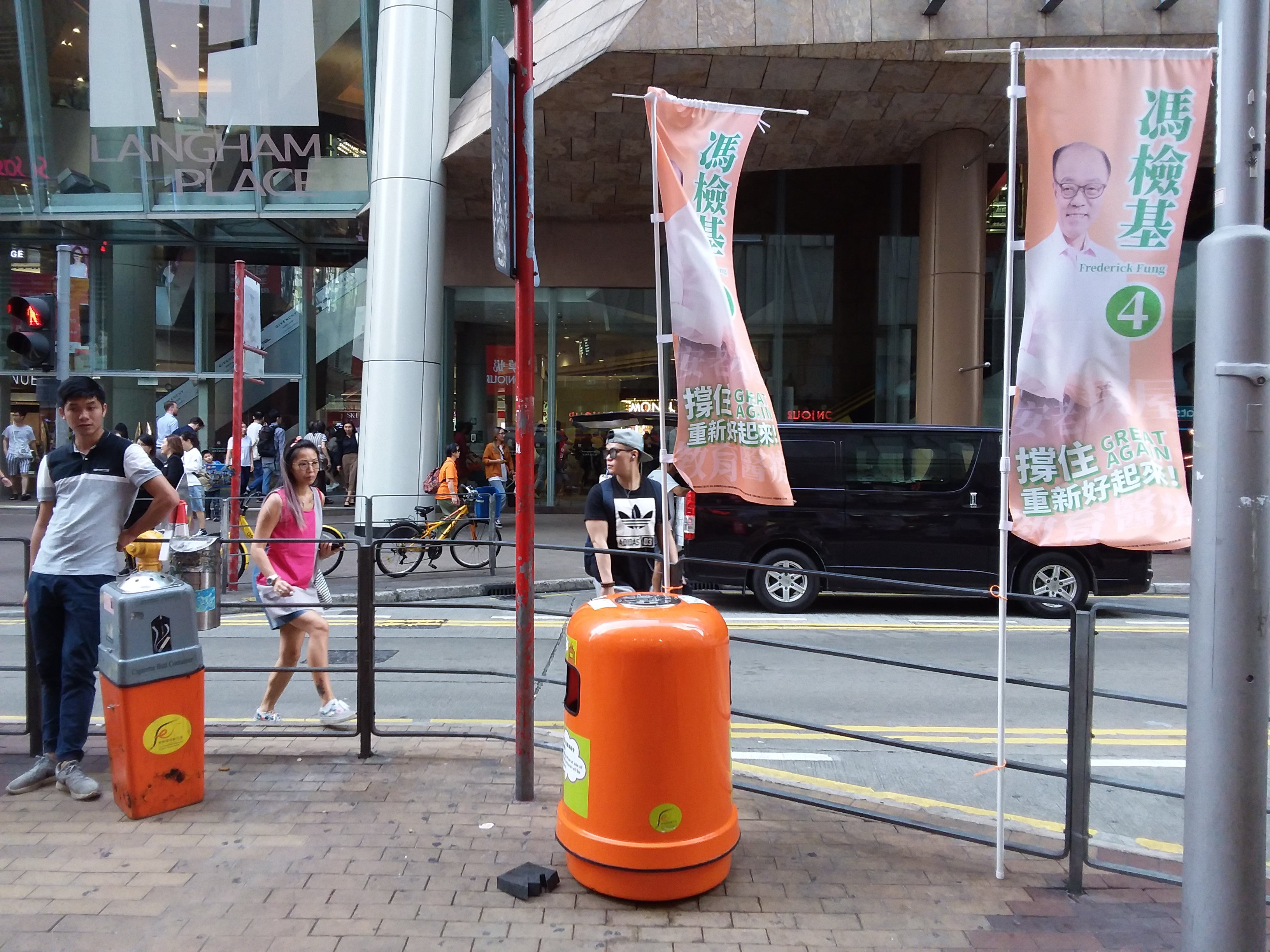
2018年香港立法會九龍西地方選區補選當天，在旺角外的街站宣傳

投票於2018年11月25日（星期日）早上7時30分至晚上10時30分舉行。
投票結束後，大部份投票站改為點票站，以點算選票。選舉的最終結果，在調景嶺體育館內的新聞中心由選舉主任宣佈。

## 投票率
受天雨影響，選民投票意欲減少，全日投票率為44.4%，與今年3．11九龍西補選相若，但遠低於2016年立法會換屆選舉。
以下為2018年11月香港立法會九龍西地方選區補選與各年立法會之累積投票數字與投票率的比較列表。
| 年份 時間 | 1998   | 2000   | 2000 （香港島補選） | 2004   | 2007 （香港島補選） | 2008   | 2010 （地方選區補選） | 2012   | 2016 （新界東補選） | 2016   | 2018 （補選） | 2018 （九龍西補選） |
| --------- | ------ | ------ | ------------------- | ------ | ------------------- | ------ | --------------------- | ------ | ------------------- | ------ | ------------- | ------------------- |
| 08:30     | 1.18%  | 0.91%  | 33.27%              | 1.33%  | 1.1%                | 1.04%  | 0.37%                 | 1.32%  | 0.7%                | 1.31%  | 0.87%         | 1.01%               |
| 09:30     | 3.59%  | 3.03%  | 33.27%              | 4.03%  | 3.48%               | 3.07%  | 1.12%                 | 3.9%   | 2.43%               | 3.73%  | 2.81%         | 3.32%               |
| 10:30     | 7.14%  | 6.19%  | 33.27%              | 7.86%  | 7.2%                | 5.66%  | 2.25%                 | 7.48%  | 5.19%               | 7.12%  | 5.7%          | 6.61%               |
| 11:30     | 11.14% | 9.61%  | 33.27%              | 12.17% | 11.48%              | 8.83%  | 3.54%                 | 11.34% | 8.66%               | 11.05% | 9.03%         | 10.44%              |
| 12:30     | 15.33% | 12.75% | 33.27%              | 16.39% | 15.86%              | 11.76% | 4.85%                 | 15.14% | 12.29%              | 14.99% | 12.44%        | 14.21%              |
| 13:30     | 18.62% | 15.48% | 33.27%              | 20.26% | 19.68%              | 14.42% | 6.02%                 | 18.49% | 15.71%              | 18.88% | 15.51%        | 17.02%              |
| 14:30     | 21.7%  | 18.34% | 33.27%              | 24.36% | 23.75%              | 17.46% | 7.3%                  | 22.06% | 19.23%              | 22.9%  | 18.63%        | 19.99%              |
| 15:30     | 25.32% | 21.12% | 33.27%              | 28.21% | 27.51%              | 20.23% | 8.52%                 | 25.46% | 22.6%               | 26.93% | 21.78%        | 23.31%              |
| 16:30     | 29.89% | 23.87% | 33.27%              | 32.15% | 31.18%              | 23.52% | 9.67%                 | 29.04% | 26.03%              | 31.16% | 24.92%        | 26.64%              |
| 17:30     | 34.25% | 26.56% | 33.27%              | 35.87% | 34.79%              | 26.78% | 10.83%                | 32.64% | 29.39%              | 35.3%  | 27.92%        | 29.54%              |
| 18:30     | 38.2%  | 29.41% | 33.27%              | 39.67% | 38.33%              | 30.03% | 12.03%                | 36.24% | 32.75%              | 39.55% | 30.91%        | 32.56%              |
| 19:30     | 41.93% | 32.3%  | 33.27%              | 43.42% | 41.71%              | 33.33% | 13.34%                | 39.96% | 36.22%              | 43.6%  | 33.99%        | 35.8%               |
| 20:30     | 45.46% | 35.25% | 33.27%              | 47.39% | 45.03%              | 36.66% | 14.56%                | 43.85% | 39.39%              | 47.83% | 36.88%        | 38.65%              |
| 21:30     | 49.3%  | 38.85% | 33.27%              | 50.94% | 48.31%              | 40.43% | 15.8%                 | 48.19% | 42.69%              | 52.57% | 39.97%        | 41.51%              |
| 22:30     | 53.29% | 43.57% | 33.27%              | 55.64% | 52.06%              | 45.2%  | 17.19%                | 53.05% | 46.18%              | 58.28% | 43.13%        | 44.45%              |

## 選舉結果

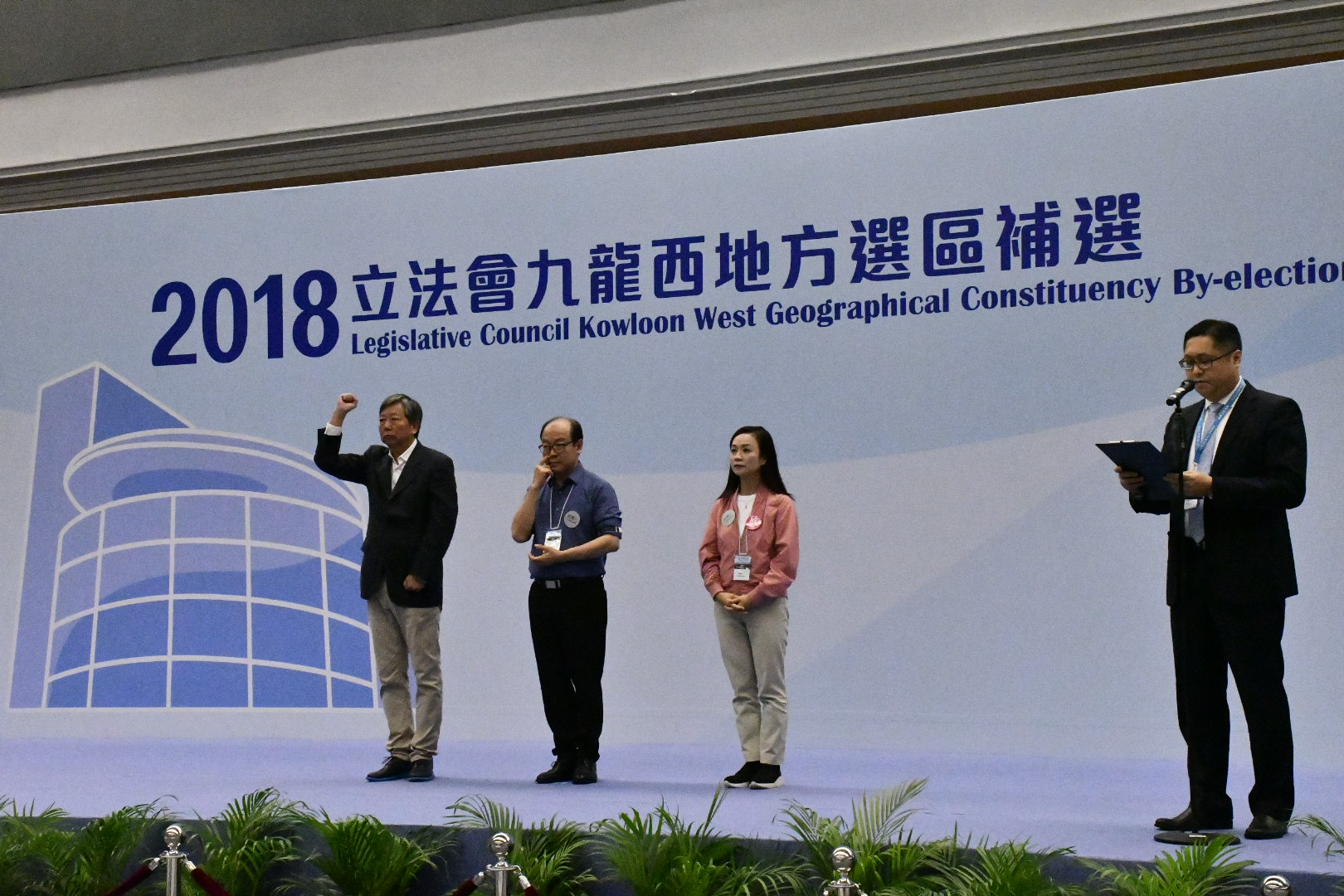
選舉主任於調景嶺體育館之新聞中心宣布投票結果，左起：3號候選人李卓人、4號候選人馮檢基、5號候選人陳凱欣

九龍西地方選區得票分佈

選舉結果在調景嶺體育館所設的選舉新聞中心公布。建制派陳凱欣以10.6萬票勝出補選，多出李卓人約1.3萬票。至於另一候選人馮檢基得1.2萬票。建制派首次在地區直選及功能組別的議席都過半數，使民主派在今屆立法會會期內不能再重奪分組點票否決權的機會。
| 政党         | 政党         | 候选人       | 票数    | %     | ± |
| ------------ | ------------ | ------------ | ------- | ----- | - |
|              | 獨立         | 1. 伍廸希    | 1,650   | 0.77  |   |
|              | 獨立         | 2. 曾麗文    | 1,307   | 0.61  |   |
|              | 工黨/ 職工盟 | 3. 李卓人    | 93,047  | 43.28 |   |
|              | 獨立         | 4. 馮檢基    | 12,509  | 5.82  |   |
|              | 獨立         | 5. 陳凱欣    | 106,457 | 49.52 |   |
| 多数票       | 多数票       | 多数票       | 13,410  | 6.24  |   |
| 總有效票數   | 總有效票數   | 總有效票數   | 214,970 | 99.28 |   |
| 無效票       | 無效票       | 無效票       | 1,552   | 0.72  |   |
| 投票率       | 投票率       | 投票率       | 216,522 | 44.45 |   |
| 登記選民人數 | 登記選民人數 | 登記選民人數 | 487,160 |       |   |

| 政治陣營                                    | 政治陣營     | 總得票  | 總得票比例 | 總得票比例變化 |
| ------------------------------------------- | ------------ | ------- | ---------- | -------------- |
|                                             | 建制派       | 108,107 | 50.29%     | ▲ 0.4%         |
|                                             | 民主派       | 93,047  | 43.28%     | ▼ 5.52%        |
|                                             | 中間派或其他 | 13,816  | 6.43%      | ▲ 5.12%        |
| 點票結果公佈網上重溫 （页面存档备份，存于） |              |         |            |                |

## 選舉總結
繼2018年3月11日九龍西補選後，泛民再度落敗。根據各個票站得票數據，李卓人有18個票站因有李、馮兩人出戰，由贏變輸（輸給陳凱欣），其中九龍塘方方樂趣幼稚園票站輸得最為嚴重，李卓人輸給陳凱欣逾36%。而新選區啟德北及啟德南（德朗邨及啟晴邨），以及民建聯主席李慧琼擔任區議員的土瓜灣北，繼續成為陳凱欣票倉。只得13個票站李卓人得票率多於陳凱欣，皆以中產屋苑、社區為主。有評論認為代表建制派候選人陳凱欣年輕、形象較為中立，能吸引選民。反之泛民執着無謂的黨爭，以至只有過氣、不願意交棒的候選人參選令選民感到心淡。加上學者認為李卓人勞工形象欠佳、地區樁腳不足、馮檢基得到深水埗不少公屋鐵票支持下，結果同時流失中產票和基層票。
而馮檢基在自己曾任區議員的根據地麗閣邨得票率最高，達16.56%，但仍不及李卓人和陳凱欣。
11月26日，24名泛民主派議員舉行記者會，就補選結果承認失敗鞠躬道歉。稱會汲取教訓作出調整。
新任議員
- 首次晉身立會：陳凱欣

爭取重返議會議員（2人）
- 重返議會失敗（2人）：李卓人、馮檢基

### 轉換選區／界別
| 政黨 | 政黨 | 議員   | 參選選區／界別 | 前任選區／界別 | 結果 |
| ---- | ---- | ------ | -------------- | -------------- | ---- |
|      | 工黨 | 李卓人 | 九龍西         | 新界西         | 失敗 |
|      | 獨立 | 馮檢基 | 九龍西         | 區議會（第二） | 失敗 |

### 廢票

#### 定義
廢票是指無效的選票，如白票、填寫不當、塗污了的選票等，算法是把總投票數字減去有效票數的數字；而廢票率則是廢票數量佔總投票數字的百分比，公式如下：
對每個選區而言：
| 有效票數 = ∑（各候選人票數）    |
| 廢票量 = 總票數 - 有效票數      |
| 廢票率 = 廢票量 ÷ 總票數 × 100% |

#### 廢票率
所有原始數據均摘自香港政府立法會選舉網站，依以上定義運用前述公式作簡單計算而得出下表：
| 2018年11月香港立法會九龍西地方選區補選廢票統計 | 2018年11月香港立法會九龍西地方選區補選廢票統計 | 2018年11月香港立法會九龍西地方選區補選廢票統計 | 2018年11月香港立法會九龍西地方選區補選廢票統計 |
| 投票人數                                       | 有效選票                                       | 無效選票                                       | 廢票率                                         |
| ---------------------------------------------- | ---------------------------------------------- | ---------------------------------------------- | ---------------------------------------------- |
| 216,522                                        | 214,970                                        | 1,552                                          | 0.72%                                          |

## 選舉事件及爭議

### 候選人涉偷步宣傳
陳凱欣於8月被傳統建制派組織九龍社團聯會委任為「健康大使」，隨即進行一連串的宣傳及活動。由於時機十分接近補選，陳凱欣被質疑「偷步宣傳」。
在陳凱欣被批評偷步宣傳後，《大公報》隨即發表社論，反指劉小麗偷步籌款，在七一大遊行時已接受選舉捐款。其後，《文匯報》等報章亦刊登文章質疑劉小麗，有組織到廉政公署舉報劉小麗違規。
9月12日，陳凱欣宣布辭去「健康大使」一職，並旋即接受多家傳媒的專訪，指自己「尚未決定參選」。兩個星期後，陳凱欣宣布「積極考慮參選」，指是受到颱風山竹後街坊清理街道「啟發」，才積極考慮參選。

### 候選人簡介會
10月22日，選舉管理委員會於九龍灣舉行候選人簡介會，並抽出候選人編號。馮檢基及陳凱欣均沒有到場；而李卓人及劉小麗高聲呼叫，要求委員會主席馮驊交代取消劉參選資格的理由，被工作人員驅逐離場。

### 李卓人宣傳車涉違反交通規則
10月27日，本土派人士仇思達上載片段，顯示李卓人的宣傳車涉嫌衝紅燈。李卓人翌日發聲明，承認衝紅燈的行為，並將於當晚陪同司機前往警署投案，向公眾公開道歉。他們又重申，任何人士均須注意道路交通安全，絕不容許事件再次發生。
10月30日，仇思達再次上載相片，指李卓人宣傳車繼續知法犯法，在沐虹街附近停留長達五分鐘，嚴重阻礙後方巴士前進，又指該宣傳車在的士落客區故意停留，播放宣傳聲帶。

### 候選人宣傳單張涉嫌剽竊
10月31日，陳凱欣宣傳單張的內容，被發現與民主黨九龍城區議員黎廣偉曾向九龍城區議會呈交的建議書完全一樣。黎廣偉對其抄襲行為感到無奈和憤怒，表明會保留追究權利。陳凱欣團隊辯稱，製作宣傳單張時誤將參考資料作為定稿；發現後已停止派發有關單張。
11月1日，《香港01》記者發現馮檢基宣傳單張中，有一段關於土地議題文字，行文鋪排、措辭及引述資料，與本土研究社10月在Facebook專頁發佈的一段文宣相同。馮檢基回應稱宣傳單張並非學術文章，質疑沒有必要標註資料來源，並認為自己只是立場、價值觀、事實資料與本土研究社一致，並沒有大問題，也不是逐字逐句，一大段地引用。

### 曾麗文被指破壞宣傳板 李卓人譴責暴力
工黨李卓人和公民黨多名現任與前任立法會議員11月4日在美孚宣傳期間，一直站於遠處的另一候選人曾麗文突然上前，涉嫌搶去李卓人的宣傳板並撕毀，大叫「李呃人」。警員到場後曾姓女子指被人襲擊，但拒絕送院及不再追究事件，警方列為普通襲擊案處理。李卓人亦稱不會追究事件，但譴責選舉暴力。

### 陳凱欣多次缺席選舉論壇
陳凱欣參選以來，多次缺席民間團體舉辦的選舉論壇，更缺席香港電台第三台舉辦的英語選舉論壇。她被質疑不想聽年輕人及外籍選民的意見，但她均指行程緊密，且已安排競選活動。

### 候選人對其他候選人指控失實
在無綫電視舉行的選舉論壇上，多名候選人批評李卓人過去在議會的表現，但李卓人批評指控失實。當中包括陳凱欣指控李卓人從未成為房屋事務委員會委員，陳凱欣及後致歉並指自己誤把發展事務委員會說成房屋事務委員會。但是李卓人不接受道歉，向廉政公署投訴陳凱欣失實抹黑。

### 李卓人義工被指賄選
有市民報稱發現李卓人的義工派發選舉單張時夾附公民黨區選員余德寶的「愛水湯水贈老友記」單張，質疑涉及賄選，該市民後獲另一候選人陳凱欣的團隊陪同到廉政公署舉報。另有市民稱收到過夾附曲奇餅、免費流感針注射等的李卓人選舉單張。李卓人團隊回應說就同時派發選舉單張與活動單張一事「事前並不知情」，余德寶亦回應說該活動單張與選舉無關，承認自己疏忽。對於夾附曲奇餅和免費流感針注射單張事件，民協陳銘基亦指純屬誤會。

### 候選人各自告急
補選舉行前的數天，港大民意研究計劃及香港研究協會分別進行民意調查，收集九龍西選民對投票的意向。當中，港大民研由蘋果日報委託在11月1至19日期間進行民調，訪問了約500名九西選民，結果顯示，李卓人以31%支持度領先，陳凱欣亦有25%支持度，馮檢基則有11%的支持度；而伍廸希亦有1%，惟沒有人支持曾麗文。另外高達32%受訪者表示未決定／不支持任何人。另外，香港研究協會亦在11月6至21日期間進行調查，訪問了約1074名九龍西選民，結果指出，支持度最高的是陳凱欣（26%），其次是李卓人（24%），再次是馮檢基（11%），隨後的分別是曾麗文（5%）及 伍廸希（3%）。表示「未決定／全部不支持」的人數高達31%。李卓人及陳凱欣在兩個民意調查中分別只領先6%及2%，顯示兩人的支持度相當接近。
11月23日是補選前的星期五，陳凱欣和李卓人不約而同宣布選情嚴峻。陳凱欣在Facebook拍片稱，根據近日民調，她選情嚴峻。她指出本次選舉由5人爭奪一席，比起以往的選舉難度更高，呼籲更多市民出來投票。另一邊廂，李卓人在民主黨前主席劉慧卿、公民黨前主席余若薇、劉小麗和香港眾志秘書長黃之鋒等陪同下，於黃埔舉行告急記者會。李同樣稱民調顯示他選情嚴峻，又引述民調，指自己只取得姚松炎3月補選得票的六成，有部分姚的得票流向馮檢基。
11月25日補選當天，香港研究協會亦進行了票站調查，並於當晚分兩輪公布結果，其中截至21:30，訪問了約8640名已投票選民，回應率為20.1%，推算出陳凱欣及李卓人勝出的機會均等，而伍廸希、曾麗文及馮檢基則機會很小。而截至22:30，則訪問了約8691名已投票選民，回應率為19.8%，推算出陳凱欣勝出的機會很大，而李卓人機會很小；伍廸希、曾麗文及馮檢基則機會極小。

## 後續
特首林鄭月娥在11月26日行政會議前回應稱親建制派獲勝將意味政府管治會更順暢，亦不會影響爭議法例如《基本法》第23條的立法時間表，總結而言她稱選舉結果不會對其管治有「實質影響」。
2020年5月21日，這次選舉中被裁定提名無效的劉小麗選舉呈請勝訴，陳凱欣被判為「非妥為當選」。

## 軼事
- 前警務處處長曾偉雄為五號候選人陳凱欣拉票時，被街坊誤認為是四號候選人馮檢基[108]。

## 相關節目
- 翡翠台《立法會九龍西補選快訊》：11月25日07:30、11:30、15:30、22:30
- 港台電視31、31A《2018立法會補選快訊》：11月25日22:00、23:00及11月26日00:00、01:00
- 港台電視32《2018立法會補選直擊》：11月26日01:00

## 註解
1. ↑  由於3號李卓人在節目播出當晚舉行造勢大會超時關係，蘋果動新聞待其造勢大會完結之後才播出，比原定時間遲了一小時。
2. ↑  上次2018年3月香港立法會補選拒辦選舉論壇。

## 外部連結
- 2018年立法會九龍西地方選區補選官方網站 （页面存档备份，存于）
- 2018年立法會九龍西地方選區補選官方網站選舉結果 （页面存档备份，存于）
- 香港01－2018年九龍西補選詳細結果專頁 （页面存档备份，存于）